# Jean-Édouard Bommer
Joseph (Jean) Édouard Bommer (17 novembre 1829 à Bruxelles - 19 février 1895 à Bruxelles) est un botaniste belge spécialisé dans le domaine de la ptéridologie, qui porte sur l'étude des fougères. Il est le mari de la mycologue Elisa Caroline Destrée de Bommer (1832-1910).

## Biographie
Bien que ne disposant d'aucun diplôme officiel en botanique, il obtient en 1856 un poste d'assistant au Jardin botanique national de Belgique, dont il est par la suite conservateur et directeur intérimaire. Il est nommé professeur à l’École publique d'horticulture de Vilvorde en 1870 puis, deux ans après, professeur de botanique à l'université de Bruxelles.
En 1862, il est membre fondateur de la Société royale de botanique de Belgique. Il est également l'un des cofondateurs de la Société belge de microscopie
Bien qu'il ait travaillé sur différents types de plantes, il est principalement intéressé par les fougères. Au moment de sa mort, il travaille sur une monographie du genre Adiantum. Le genre Bommeria (E.Fourn. Ex Baill.), appartenant à la famille des Pteridaceae, est nommé en son honneur.

## Sélection de publications
- Monographie de la classe des fougères : classification, 1867 - Monographie sur les fougères; classification.
- Avis sur le Jardin botanique de Bruxelles, 1871.
- Sur l'amylogenèse dans le règne végétal, 1874 - Sur l'amylogenèse au sein du règne végétal[4].

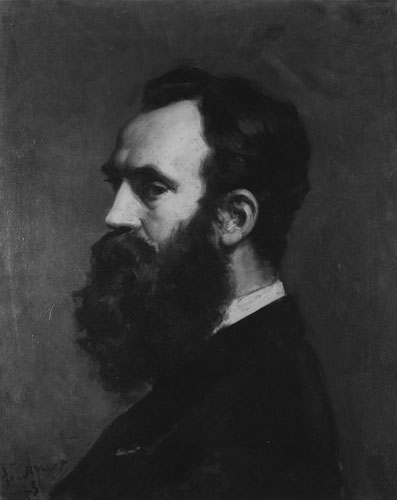
Portrait par Édouard Agneessens (1875).